# Van Hambroick

Van Hambroick is een oud adellijk geslacht uit het graafschap Meurs waarvan een lid in 1814 werd opgenomen in de Nederlandse adel en dat met hem in 1822 uitstierf.

## Geschiedenis
De stamreeks begint met Joris van Hambroick die tussen 1418 en 1446 in Moers (of Meurs) vermeld wordt. Zijn nazaat, generaal Lambert Joost van Hambroick (1670-1748), was vanaf 1725 heer van Weleveld. Diens kleinzoon Willem Hendrik van Hambroick, heer van Weleveld (1744-1822) werd bij Souverein Besluit van 28 augustus 1814 benoemd in de ridderschap van Overijssel; hij bleef ongehuwd zodat het 'adellijke geslacht' met hem uitstierf.

## Enkele telgen
Lambert Joost van Hambroick, heer van Wolfskuhlen, Bulinck, de Arendshorst, de Luttenberg en Weleveld (1670-1748), generaal en bestuurder
- Robert Henric van Hambroick, heer van de Arendshorst en Weleveld (1708-1789), majoor en bestuurder
  - Jhr. Willem Hendrik van Hambroick, heer van Weleveld (1744-1822), burgemeester en staatsraad